# Le Chemineau
Le Chemineau (dt. Der Landstreicher) ist ein Kurzfilm aus dem Jahr 1905. Er entstand unter der Regie von Albert Capellani, der gerade begonnen hatte, für Pathé Filme zu produzieren. Der Film geht deutlich über fünf Minuten, jedoch ist die Schlusssequenz verloren. Er stellt die erste Verfilmung von Victor Hugos Die Elenden dar.

## Handlung
Jean Valjean wandert durch einen Schneesturm und bettelt dabei erfolglos eine Vielzahl von Menschen an, die ihm begegnen. Im Anschluss begibt er sich in die Pfarrei des Bischofs von Digne. Dort wird er mit einer warmen Mahlzeit empfangen und darf im Bett des Bischofs schlafen. Valjean dankt dies schlecht und stiehlt die dort gelagerten silbernen Kerzenständer und verschwindet. Als er versucht, diese bei einem Händler zu Geld zu machen, erscheint die Gendarmerie. In der letzten Szene, die aber verloren ist, behauptet der Bischof den Gendarmen gegenüber, die Silbergegenstände seien nicht gestohlen, sondern er habe sie aus freien Stücken dem Landstreicher überlassen.

## Produktionsnotizen
Von allen beteiligten Schauspielern kann heute kein einziger mehr identifiziert werden. Die Bühnenaufbauten aber stammten von Hugues Laurent.